# Diageo
Diageo plc er et britisk multinationalt firma med hovedkvarter i London, der er en af verdens største producenter af alkoholiske drikke. Diageo blev dannet i 1997 ved en sammenslutning af Guinness plc og Grand Metropolitan plc. Ordet Diageo er en kombination af det latinske ord dia ("dag") med det græske ord geo ("verden"), hvilket henleder til firmaets slogan celebrate life, everyday, everywhere ("Fejr livet, hver dag, overalt"). Diageo sælger nogle af de bedst sælgende mærker som Smirnoff, Baileys og Guinness. Det ejer også 34% af Moët Hennessy, som ejer mærker som Moët & Chandon, Veuve Clicquot og Hennessy. Produkter sælges (pr. 2010) i omtrent 180 lande og har kontor i 80 lande. Firmaet er noteret på London Stock Exchange og New York Stock Exchange.

## Historie
Diageo blev dannet i 1997 ved en sammenslutning af Guinness og Grand Metropolitan plc. Dannelsen blev gennemført af de to administrerende fra Guinness Anthony Greener og Philip Yea og George Bull og John McGrath fra Grand Metropolitan.
I 2003 skabte Diageo oprør ved at ændre sin skotske whisky fra Cardhu fra single malt til vatted malt (også kendt som ren malt), men beholdt stadig det originale navn og flaske. Diageo gjorde dette fordi det ikke havde nok reserver til at møde kravene fra det spanske marked, hvor Cardhu havde succes. Efter et møde med producenterne besluttede Diageo at gennemføre planerne.
I 2006 skiftede Cardhu hurtigt tilbage til single malt.

## Mærker
Diageos mærker inkluderede i 2019:
Skotsk whisky:
Single malt skotsk: Classic Malts of Scotland, Auchroisk, Benrinnes, Blair Athol, Caol Ila, Cardhu, Clynelish, Cragganmore, Dailuaine, Dalwhinnie, Dufftown, Glendullan, Glenkinchie, Glen Elgin, Glen Spey, Inchgower, Knockando, Lagavulin, Linkwood, Mannochmore, Mortlach, Oban, Royal Lochnagar, Singleton, Strathmill, Talisker, Teaninich.
Blended skotsk whisky: Bell's, Black & White, Buchanan's, Johnnie Walker, J&B, Logan, Old Parr, Vat 69, White Horse.
Irsk whiskey:
Roe & Co
Amerikansk whisky:
Balcones, Bulleit, George Dickel, Seagram's Seven Crown,
Canadisk whisky:
Crown Royal, Piehole Whiskey
Brandy:
Cîroc VS
Vodka:
Cîroc, Ketel One, Smirnoff
Rom:
Bundaberg, Cacique, Captain Morgan, Pampero, Zacapa
Blanede drinks:
Loyal 9 Cocktails, Smirnoff Cocktails
Likør:
Baileys, Pimm's, Sheridan's, Mr Black
Tequila:
Casamigos, Don Julio, DeLeón
Gin:
Aviation Gin, Gilbey's, Gordon's, Tanqueray
Forskellige:
McDowell's
Baijiu:
Shui Jing Fang (kinesisk: 水井坊)
Rakı:
Altınbaş, Civan Rakı, İzmir Rakısı, Kulüp Rakı, Tayfa Rakı, Tekirdağ Rakısı, Yeni Rakı
Cachaça:
Ypióca
Øl:
Guinness, Harp Lager, Hop House 13, Kilkenny, Meta Abo, Rockshore Irish Lager, Senator, Smithwick's, Tusker,
Cider:
Rockshore Apple Cider
Hard seltzer:
Rockshore Hard seltzer

## Eksterne links
- DiageoArkiveret 24. januar 2012 hos  Wayback Machine – Officiel website (engelsk)